# Just Whitney
«Just Whitney» — п'ятий студійний альбом американської R&B-діви Вітні Г'юстон. Інтернаціональний реліз відбувся 25 листопада 2002, а в США альбом вийшов 10 грудня 2002.

## Список пісень
| #   | Назва                             | Автор | Продюсер(и)                          | Тривалість |
| --- | --------------------------------- | --- | ------------------------------------ | ---------- |
| 1.  | «One of Those Days»               | Кевін Бріггс, O'Келлі Ішлі, молодший, Рудольф Ішлі, Рональд Ішлі, Ерні Ішлі, Мірвін Ішлі, Кріс Джаспер, Дуайт Ренольдс, Патріс Стюард | Кевін Бріггс                         | 4:10       |
| 2.  | «Tell Me No»                      | Бейбіфейс, Кенді Баррусс, Голлі Ламар, Енні Робофф                                                                                    | Бейбіфейс                            | 3:44       |
| 3.  | «Things You Say»                  | Чарлі Баріел, Кенні Баріел, Міссі Елліотт, Твіт                                                                                       | СКБ, Міссі Елліотт                   | 4:13       |
| 4.  | «My Love» (разом з Боббі Брауном) | Тед Бішоп, Гордон Чемберс, Ґрег Чарлі                                                                                                 | Гордон Чемберс, Тед Бішоп            | 3:28       |
| 5.  | «Love That Man»                   | Бейбіфейс, Роб Фьюсарі, Келвін Ґейнс, Іратза Лауіс, Білл Лі, Балева Мухаммед                                                          | Бейбіфейс, Роб Фьюсарі               | 3:28       |
| 6.  | «Try It on My Own»                | Бейбіфейс, Джейсон Енмундс, Керол Бейє Сейге, Ейліс Сіммонс, Нейтон Волтон                                                            | Бейбіфейс                            | 4:39       |
| 7.  | «Dear John Letter»                | Кевін Бріггс, Дуайт Ренольдс, Патріс Стюард                                                                                           | Кевін Бріггс                         | 4:34       |
| 8.  | «Unashamed»                       | Даріус Ґуд, Люк Патерно, Стефані Сейлзмен, Трой Тейлор                                                                                | Трой Тейлор, Даріус Ґуд, Люк Патерно | 3:38       |
| 9.  | «You Light Up My Life»            | Джої Брукс | Бейбіфейс, Рікі Майне                | 3:42       |
| 10. | «Whatchulookinat»                 | Таммі Гарріс, Вітні Г'юстон, Андре Льюїс, Балева Мухаммед, Гаррі Палмер, Крістофер Стейн, Дебора Гаррі, Лауренс Паркер, Джессі Вест   | Боббі Браун, Балева Мухаммед         | 3:33       |

| Інтернаціональне видання | Інтернаціональне видання             | Інтернаціональне видання |
| #                        | Назва                                | Тривалість               |
| ------------------------ | ------------------------------------ | ------------------------ |
| 1.                       | «Whatchulookinat»                    | 3:33                     |
| 2.                       | «Tell Me No»                         | 3:44                     |
| 3.                       | «One of Those Days»                  | 4:10                     |
| 4.                       | «Things You Say»                     | 4:13                     |
| 5.                       | «My Love» (разом з Боббі Брауном)    | 3:28                     |
| 6.                       | «Love That Man»                      | 3:28                     |
| 7.                       | «Try It on My Own»                   | 4:39                     |
| 8.                       | «Dear John Letter»                   | 4:34                     |
| 9.                       | «Unashamed»                          | 3:38                     |
| 10.                      | «You Light Up My Life»               | 3:42                     |
| 11.                      | «Whatchulookinat» (ремікс П. Дайдді) | 4:08                     |
| 43:17                    |                                      |                          |

| Розширене видання з DVD | Розширене видання з DVD            | Розширене видання з DVD |
| #                       | Назва                              | Тривалість              |
| ----------------------- | ---------------------------------- | ----------------------- |
| 1.                      | «Whatchulookinat» (кліп)           | 4:11                    |
| 2.                      | «Love to Infinity Megamix» (відео) | 5:15                    |
| 3.                      | «Whatchulookinat» (поза зйомками)  | 4:52                    |
| 14:18                   |                                    |                         |

## Чарти
| Чарт (2002)               | Місце |
| ------------------------- | ----- |
| Austrian Albums Chart     | 33    |
| Canadian Albums Chart     | 85    |
| Dutch Albums Chart        | 70    |
| French Albums Chart       | 25    |
| German Albums Chart       | 16    |
| Italian Albums Chart      | 20    |
| Swiss Albums Chart        | 10    |
| UK Albums Chart           | 76    |
| US Billboard 200          | 9     |
| US Top R&B/Hip-Hop Albums | 3     |

### Результати по закінченню року
| Чарт (2003)             | Місце |
| ----------------------- | ----- |
| U.S. Billboard 200      | 101   |
| U.S. R&B/Hip-Hop Albums | 30    |

## Сертифікація та продажі
| Регіон    | Постачальник | Сертифікація (таблиця продажів та сертифікатів) | Продажі    |
| --------- | ------------ | ----------------------------------------------- | ---------- |
| Бразилія  | ABPD         | Золото                                          | 40,000+    |
| Франція   | SNEP         | Золото                                          | 100,000+   |
| Швейцарія | IFPI         | Платина                                         | 30,000+    |
| США       | RIAA         | Платина                                         | 747,000    |
| Світ      | Світ         | Світ                                            | 3 мільйони |